# John Napier
John Napier (také latin. Neper), Laird of Merchiston (1550, Merchiston Castle u Edinburghu – 4. dubna 1617, tamtéž) byl skotský matematik, fyzik, astronom a astrolog. Je známý díky objevu logaritmů a popularizaci užití desetinné tečky. Místo, kde se narodil, je nyní součástí Napierovy univerzity.

## Životopis
Napier byl nejstarším synem skotského barona Archibalda von Merchiston a své vzdělání získal nejprve na univerzitě St. Andrews. Potom údajně procestoval Evropu a osvojil si vědomosti z matematiky a literatury. V roce 1572 obdržel od svého otce mnoho pozemků.
Považuje se za objevitele logaritmů. Napsal o logaritmech v roce 1614 pojednání a je autorem bezrozměrné fyzikální jednotky Neper vycházející z přirozeného logaritmu. Podstatu logaritmu popsal nezávisle na švýcarském astronomovi Jostu Bürgim. Ve své knize Constructio popsal ne úplně dokonalá pravidla sférického trojúhelníka, později po něm nazvané Napierova (Neperova) pravidla.

## Dílo
- Mirifici logarithmorum canonis descriptio ejusque usus in utraque trigonometria etc., Edinburgh 1614
- Rabdologiae seu numeratio per virgulas libri duo, Edinburgh 1617